# Чашкасола
Чашкасо́ла (рос. Чашкасола, марій. Чашкасола) — присілок у складі Новотор'яльського району Марій Ел, Росія. Входить до складу Чуксолинського сільського поселення.

## Населення
Населення — 35 осіб (2010; 37 у 2002).
Національний склад (станом на 2002 рік):
- марійці — 100 %